# Hiastinlahti
Hiastinlahti este o arie protejată (arie specială de conservare — SAC, sit de importanță comunitară — SCI, arie de protecție specială avifaunistică — SPA) din Finlanda întinsă pe o suprafață de 168 ha, integral pe uscat.

## Localizare
Centrul sitului Hiastinlahti este situat la coordonatele 65°21′23″N 25°19′22″E / 65.3564°N 25.3228°E.

## Înființare
Situl Hiastinlahti a fost declarat sit de importanță comunitară în august 1998 pentru a proteja 1 specie de plante și 30 de specii de animale. Alte tipuri de protecție:
- arie de protecție specială avifaunistică (în august 1998)[2]
- arie specială de conservare (în aprilie 2015)[1][3][4]

## Biodiversitate
Situată în ecoregiunea boreală, aria protejată conține 8 habitate naturale: Estuare, Lagune de coastă, Pășuni de coastă din Baltica boreală, Mlaștini turboase de tranziție și turbării mișcătoare, Păduri naturale în etape succesive primare ale suprafețelor emergente de coastă, Păduri fino-scandinave bogate în ierburi cu Picea abies, Păduri caducifoliate de mlaștină fino-scandinave, Mlaștini împădurite.
La baza desemnării sitului se află mai multe specii protejate:
- plante (1): Persicaria foliosa
- păsări (30): rață sulițar (Anas acuta), ciuf de câmp (Asio flammeus), rața moțată (Aythya fuligula), prundaș de nămol (Calidris falcinellus), bătăuș (Calidris pugnax), fugaci pitic (Calidris temminckii), erete de stuf (Circus aeruginosus), erete vânăt (Circus cyaneus), gușă vânătă (Cyanecula svecica), lebădă de iarnă (Cygnus cygnus), șoim de iarnă (Falco columbarius), cocor (Grus grus), Hydrocoloeus minutus, pescăriță mare (Hydroprogne caspia), Larus fuscus fuscus, pescăruș râzător (Larus ridibundus), sitar de mal nordic (Limosa lapponica), Lyrurus tetrix tetrix, rață catifelată (Melanitta fusca), rață neagră (Melanitta nigra), Mergellus albellus, notatița cu ciocul subțire (Phalaropus lobatus), corcodel-cu-gât-roșu (Podiceps grisegena), Spatula clypeata, rață cârâitoare (Spatula querquedula), chiră de baltă (Sterna hirundo), Sterna paradisaea, fluierar negru (Tringa erythropus), fluierar de mlaștină (Tringa glareola), fluierarul cu picioare roșii (Tringa totanus)

Pe lângă speciile protejate, pe teritoriul sitului au mai fost identificate 5 specii de plante.